# Crescent (album de John Coltrane)
Pour les articles homonymes, voir Crescent.
Albums de John Coltrane
Live at Birdland
(1963) A Love Supreme
(1964)
Crescent est un album du saxophoniste de jazz John Coltrane enregistré en 1964 dans le studio de Rudy Van Gelder.

## Historique
Bien que jouissant d'une notoriété moindre que les albums Giant Steps, My Favorite Things ou A Love Supreme, il est considéré par de nombreux jazzmen comme son meilleur album.
Le critique musical Lewis Porter (en) rapproche l'album de A Love Supreme. Crescent, Wise One et la ballade Lonnie's Lament feront l'objet de nombreuses reprises par la suite.
Les climats de l'album tranchent du reste de la discographie de Coltrane : il y a plus de retenue dans la musique, sombre selon certains, sereine pour d'autres. Seul Bessie's Blues, un blues en 12 mesures dans la tradition du bebop, diffère du reste de l'album à cet égard.
L'album est particulièrement épuré et constamment à la recherche de la note ultime. La suite sera bien plus radicale.

## Titres
Toute la musique est composée par John Coltrane.
| N°     | Titre           | Durée |
| ------ | --------------- | ----- |
| Face 1 |                 |       |
| 1.     | Crescent        | 8:41  |
| 2.     | Wise One        | 9:00  |
| 3.     | Bessie's Blues  | 3:22  |
| Face 2 |                 |       |
| 4.     | Lonnie's Lament | 11:45 |
| 5.     | The Drum Thing  | 7:22  |

## Quartet
- John Coltrane : Saxophone ténor
- McCoy Tyner : Piano
- Jimmy Garrison : Contrebasse
- Elvin Jones : Batterie